# 善友穎主
善友 穎主（よしとも の ひでぬし）は、平安時代初期の貴族・儒学者。氏姓は佐夜部首のち善友朝臣。官位は従五位下・摂津権介。

## 出自
佐夜部氏（佐夜部首）は伊香我色雄命を祖とする物部氏の同系氏族。子代部の一つと想定される佐夜部の伴造で、摂津国西成郡讃楊郷を本拠とした。

## 経歴
若くして大学に入り、儒教の経典を学んで義理（人格の陶冶を目指す学問）に非常に通じていた。淳和朝の天長元年（824年）山城少目に任ぜられる。
学者としては、承和4年（837年）直講、承和8年（841年）助教、承和14年（847年）大学博士に任ぜられるなど、仁明朝において大学寮で明経道の諸官を歴任する傍ら、承和12年（845年）外従五位下、承和15年（848年）内位の従五位下と昇進した。またこの間、承和6年（839年）には佐夜部首から善友朝臣に改姓し、摂津から左京四条二坊に編附されている。
嘉祥2年（849年）穎主は老齢のため致仕を願い出る。朝廷は老いた儒学者を憐れんで嘉祥4年（851年）正月に更に穎主を摂津権介に任じた。同年6月29日卒去。享年72。最終官位は摂津権介従五位下。

## 官歴
『六国史』による。
- 天長元年（824年） 2月：山城少目
- 承和4年（837年） 3月：直講
- 時期不詳：従六位下
- 承和6年（839年） 10月19日：佐夜部首から善友朝臣に改姓、摂津国から左京四条二坊に編附
- 承和8年（841年） 5月：助教
- 時期不詳：正六位上
- 承和12年（845年） 正月7日：外従五位下
- 承和14年（847年） 2月11日：大学博士
- 承和15年（848年） 正月7日：従五位下（内位）
- 嘉祥2年（849年） 5月：致仕
- 嘉祥4年（851年） 正月11日：摂津権介。6月29日：卒去（摂津権介従五位下）